# 生藤由美
生藤 由美（いけふじ ゆみ、7月23日 - ）は、日本の漫画家。東京都在住。30歳の時、『白い花のように』でデビュー。

## 作品リスト
- お姫様はまっくろけ
- 一番きれいになる日まで
- お殿様と金魚
- 伝説の美少女
- ゾッチャの日常（全14巻）
- ねこノート（全5巻）
- べいびー・ぞっちゃ
- スイーツこねこ
- ボードレールの猫（『Cookie』2020年1月号[1] - 2024年1月号[2]、全2巻）